# 喬爾納沃達河
喬爾納沃達河（羅馬化：Chorna Vida，直译：「黑水」）是烏克蘭的河流，位於該國西部外喀爾巴阡州，屬於蒂薩河的支流，流經穆卡切沃區，河道全長48公里，流域面積742平方公里。